# Kontrabas
Kontrabas je največji izmed godalnih instrumentov in proizvaja najnižje tone. Njegove strune so uglašene v čistih kvintah (G, D, A, E); lahko ima tudi peto struno, praviloma uglašeno na ton C. Kontrabas transponira oktavo navzdol, kar pomeni, da nota, ki jo zaigramo na ta instrument, zveni oktavo nižje. Je edino godalo, ki transponira, razlog pa je preglednost pisave, sicer bi notni zapis nizkih tonov terjal preveč pomožnih črt.
Kontrabas se je razvil iz viole da gamba in v glavnem obdržal obliko trupa z ravnim dnom in širokim obodom. Znan je že od 16. stoletja dalje, v instrumentalne zasedbe pa so ga uvrstili v 17. stoletju. Vrat glasbila si glasbenik nasloni čez levo ramo, s kovinsko nogo pa je glasbilo uprto v tla. Kontrabasist igra na kontrabas stoje ali sede na visokem stolcu. Kontrabas ima poševna ramena, da glasbenik lažje doseže spodnji del ubiralke. Na kontrabas lahko brenkamo (pizzicato) ali igramo z lokom - kontrabas ima najtežji in najkrajši lok med godali. Načini igranja z lokom se razlikujejo glede na dežele. Večina izvajalcev v Evropi uporablja Bottesinijev ali »francoski« lok. V Srednji in Vzhodni Evropi pa imajo izvajalci raje »nemški lok«, izdelan na osnovi Dragonettijevega loka. Držijo ga s spodnje strani kakor lok za violo. Znan je pod vzdevkom »žaga za meso«. Če na kontrabas brenkamo, dobimo globok, doneč zvok. Zato ga pogosto uporabljajo v jazzu in ljudski glasbi.
Med najpomembnejše skladatelje in izvajalce na tem glasbilu sodi Verdijev prijatelj Giovanni Bottesini (1821–1889). Zaradi njegove zmožnosti igranja visokih tonov so ga klicali »Paganini na kontrabasu«. O kontrabasu je napisal pomembno knjigo, predvsem pa mnogo solističnih in koncertantnih skladb.
Kontrabase so vedno izdelovali v različnih velikostih. Glasbilo polne velikosti (približno 2 metra), so uporabljali v zgodnjem baroku. Z razvojem ovitih črevnih strun so ga izdelovalci lahko zmanjšali na obvladljivo velikost. V modernem orkestru je običajno osem tri-četrtinskih kontrabasov, z dolžino trupa okoli 115 centimetrov, s povsem jeklenimi strunami. V 17. stoletju so v procesijah prenašali kontrabase polovične velikosti, obešene z jermeni čez ramena. Izdelanih je bilo tudi nekaj gigantskih kontrabasov. Med njimi velja omeniti Vuilaumov »oktobas« izdelan leta 1849. Visok je bil več kot štiri metre. Zaradi velikosti sta bila za igranje potrebna dva izvajalca. Na strune sta pritiskala s pomočjo vzvodov in pedalov. Največji kontrabas, visok 4,8 metra, je izdelal glasbilar Martin iz Liechestra v Angliji. Bil je tako velik, da so morali v strop izvrtati luknjo. Uglaševali so ga v sobi v zgornjem nadstropju.